# Devon Aoki
Pour les articles homonymes, voir Aoki.
 (juin 2016).
Si vous disposez d'ouvrages ou d'articles de référence ou si vous connaissez des sites web de qualité traitant du thème abordé ici, merci de compléter l'article en donnant les références utiles à sa vérifiabilité et en les liant à la section « Notes et références ».
Devon Aoki est une mannequin et actrice américaine, née le 10 août 1982 à New York.

## Biographie

### Enfance
Devon Aoki grandit en Californie (États-Unis) et à Londres (Angleterre), où elle a fréquenté le lycée The American School. Son père, Rocky Aoki, était japonais, naturalisé américain. Il a d'abord été lutteur olympique puis le fondateur et propriétaire de la chaine de restaurants Benihana. Sa mère, Pamela Hilburger, est une joaillière d'origine anglaise et allemande. Elle est également la petite sœur du DJ Steve Aoki dit Kid Millionnaire. 
Aoki a été découverte à New York lors d'un concert du groupe Rancid où elle s'était introduite par effraction. Elle commence sa carrière de mannequin à treize ans. La même année, sa marraine la présente à Kate Moss qui la prendra plus tard sous son aile. Elle signe un contrat avec Storm Model Management à quatorze ans.
En 1998, à seize ans, Devon remplace Naomi Campbell en tant qu'égérie de Versace. 
Pourtant bien notée au lycée, Devon choisit de ne pas aller à l'université, pensant que travailler en voyageant lui apporterait une plus grande éducation qu'un diplôme.

### Carrière
Aoki a été mannequin pour Lancôme, Chanel et Versace. Aoki mesure 1,65 m ce qui est peu courant pour ce métier où la taille requise est plutôt 1,73 m. Aoki a participé à différentes campagnes de publicité pour Chanel Couture (avec Karl Lagerfeld), Versace (Steven Meisel), YSL, Hugo Boss et d'autres. Ses mensurations sont 84-58,5-84 cm, et elle taille du 34. Ses yeux sont couleur noisette.
Au début de sa carrière, Aoki a fait des apparitions dans des clips, tels Electric Barbarella de Duran Duran et Something About the Way You Look Tonight d'Elton John. Elle participe aussi à la vidéo de Ludacris Act a Fool qui fait partie de la bande originale de 2 Fast 2 Furious
En tant qu'actrice, elle a joué dans les films 2 Fast 2 Furious, D.E.B.S., Sin City, Dead or Alive, Rogue : L'Ultime Affrontement et The Mutant Chronicles. Elle ne possédait pas de permis de conduire avant 2 Fast 2 Furious, aussi a-t-elle dû apprendre durant le tournage.
Aoki a choisi International Creative Management pour la représentation et The Firm pour son management de carrière.
Aoki a fait la couverture à trois reprises du magazine I-D. Elle a été la figure de Lancôme pendant quatre ans. Elle a aussi posé pour le photographe Leslie Kee dans le livre de charité Super stars dédié aux victimes du tsunami en Asie en 2004.
En 2007, elle crée des jeans pour Levi's pour une ligne asiatique.
Elle a fait un retour en défilés à l'automne 2008 à Londres pour Chanel. Elle travaille maintenant avec One Management New York (propriété de sa mère), d-management à Milan et City à Paris.

### Vie personnelle
Elle est la demi-sœur du DJ producteur américain Steve Aoki.
En janvier 2011, Aoki est fiancée à James Bailey. En juin 2011, elle accouche d'un garçon, James Jr. Depuis elle a eu 3 filles, Alessandra, Eleanor et Evelyn.

## Filmographie

### Cinéma
- 2003 : Death of a Dynasty : Picasso
- 2003 : 2 Fast 2 Furious : Suki
- 2004 : D.E.B.S. : Dominique
- 2005 : Sin City : Miho
- 2006 : DOA: Dead or Alive : La princesse Kasumi
- 2007 : Rogue : L'Ultime Affrontement : Kira
- 2008 : The Mutant Chronicles : Valerie Duval
- 2009 : Rosencrantz and Guildenstern Are Undead : Anna